# لوكاس بازوالدو
لوكاس بازوالدو (بالإسبانية: Lucas Basualdo Reydó)‏ هو لاعب كرة قدم أرجنتيني في مركز الدفاع، ولد في 2 فبراير 1988 في لابلاتا في الأرجنتين. لعب مع Club Aurora ‏.

## وصلات خارجية
- لوكاس بازوالدو على موقع دوري كوريا الجنوبية (الإنجليزية)
- لوكاس بازوالدو على موقع قاعدة بيانات كرة القدم.إي يو (الإنجليزية)
- لوكاس بازوالدو على موقع Soccerway.com (الإنجليزية)